# Leicestershire Combination
Leicestershire Combination är en engelsk fotbollsliga grundad 1972. Ligan består av reservlag till Leicestershire Senior League och den har två divisioner. Toppdivisionen Division One ligger på nivå 13 i det engelska ligasystemet. Ligan är en matarliga till Leicestershire Senior League. Det har funnits en Division Three, men den spelades bara en säsong 1997/98.

## Mästare
| Säsong  | Division One                 | Division Two             |
| ------- | ---------------------------- | ------------------------ |
| 2008-09 | Kirby Muxloe Res             | Anstey Nomads Res        |
| 2007-08 | Barrow Town reserves         | Ellistown Res            |
| 2006-07 | Barrow Town reserves         | Earl Shilton Albion Res  |
| 2005/06 | Barrow Town reserves         | Lutterworth Athletic Res |
| 2004-05 | Barrow Town reserves         | Friar Lane & Epworth Res |
| 2003-04 | Loughborough Dynamo reserves | Rothley Imps Res         |
| 2002-03 | St Andrews SC reserves       | Ratby Sports Res         |
| 2001-02 | Quorn reserves               | Leicester YMCA Res       |

### Webbkällor
- Engelska Wikipedia och ligans officiella webbplats